# Melonycteris
Genre
Melonycteris est un genre de chauves-souris de la famille des Pteropodidae.

## Liste des espèces
Selon Mammal Species of the World (version 3, 2005)  (27 août 2024) :
- Melonycteris fardoulisi
- Melonycteris melanops
- Melonycteris woodfordi